# Jiří Šimáček (houslista)
Jiří Šimáček (* 30. června 1952 Praha) je český houslista a hráč na violu d'amore, hudební pedagog

## Studium
Jiří Šimáček vystudoval Státní konzervatoř v Praze v houslové třídě Marie Voldanové, soukromě hru na violu a violu ďamore u Jaroslava Horáka. V letech 1973–75 působil v rámci základní vojenské služby v symfonickém orchestru AUS VN v Praze. Vyučoval hru na violu na Konzervatoři v Teplicích (1990–93) a hru na housle na Konzervatoři Jaroslava Ježka v Praze (1993–97). Jiří Šimáček je dlouholetý člen orchestru opery Národního divadla v Praze a Originálního hudebního divadla Praha, vedoucí a člen komorních souborů Trio české hudby a Arco collegium. Jako sólista a komorní hráč na housle a na violu d'amore koncertovat po celé Evropě, v Asii a v Africe.

### Trio české hudby
Založil Trio české hudby, které se zabývá badatelskou a interpretační činností v oblasti komorní hudby v Čechách.

### Viola ďamore
Specializuje se na problematiku spojenou s historickým nástrojem viola ďamore (teoretické studium, interpretační aktivity, přednášková a publikační činnost). Jako pedagog působil kromě Základních uměleckých škol na Konzervatoři v Teplicích a Konzervatoři J. Ježka v Praze. Přednáší na hudebních symposiích v ČR i dalších zemích Evropy.

### ZUŠ
Byl šestnáct let ředitelem Základní umělecké školy Václava Talicha v Berouně.

## Dílo
- Jiří Šimáček: O operách trochu jinak
- Jiří Šimáček: Vzpomínky českého hudebníka z druhé poloviny 20. století
- Jiří Šimáček: Houslistovo kompendium
- Jiří Šimáček: Kompendium základů hudební teorie a hudebních dějin